# Аваз твіст тауер
Аваз Твіст Тауер (англ. Avaz Twist Tower) — хмарочос в Сараєво, Боснія і Герцеговина, заввишки 172 м, є найвищим хмарочосом на Балканах. Це нова штаб-квартира Avaz, місцевої медійної компанії. Башта розташована в районі Маріїн Двор (босн. Marijin dvor / Маријин двор), у діловому центрі Сараєво. Будівництво розпочалося у 2006 і було завершено у 2009.